# Биби Рекса
Блета Реџа (алб. Bleta Rexha), позната као Биби Рекса (енгл. Bebe Rexha), америчка је певачица и текстописац.

## Биографија
Биби Рекса је рођена у албанској породици у Бруклину, у америчкој савезној држави Њујорк. Њени родитељи су емигрирали из данашње Северне Македоније у Сједињене Америчке Државе почетком 90-их година 20. века. Њено право име, Блета, што на албанском језику жаргонски значи пчела, а затим је добила надимак Биби којим се данас представља јавности. Породица се преселила на Статен Ајланд када је Биби имала шест година. Када је кренула у основну школу, Биби Рекса је почела да свира трубу, а на крају је сама учила да свира клавир и гитару. Након основне, Рекса је уписала Тотенвил средњу школу на Статен Ајланду, где је учествовала у бројним музичким активностима, међу којима је и хорска секција, где је научила да је њен глас колоратура сопрано.
Као тинејџер, Рекса је послала своју песму за годишњи догађај музичке организације Recording Academy и освојила награду за најбољег тинејџ текстописца, поразивши притом око 700 других кандидата. Рекса је касније ступила у контакт са Самантом Кокс, која ју је убедила да се упише на часове текстописатељства у Њујорку. У то време она је имала свега 15 година и ишла је на часове са људима у четрдесетим годинама.

## Дискографија

### Студијски албуми
- Expectations (2018)
- Better Mistakes (2021)
- Bebe (2023)

### Мини-албуми
- I Don't Wanna Grow Up (2015)
- All Your Fault: Pt. 1 (2017)
- All Your Fault: Pt. 2 (2017)

### Продукција и написане песме
Рекса је продуцирала и копрудуковала за бројне уметнике, укључујући:
| Година | Уметник                                            | Албум                                    | Песма                   |
| ------ | -------------------------------------------------- | ---------------------------------------- | ----------------------- |
| 2010   | Shinee                                             | Lucifer                                  | Lucifer                 |
| 2010   | Ники Вилијамс                                      | Н/Д                                      | Glowing                 |
| 2011   | JK                                                 | Дива                                     | Мушкарац који мрзи жене |
| 2013   | Селена Гомез                                       | Stars Dance                              | Like a Champion         |
| 2013   | Еминем (ft. Ријана)                                | The Marshall Mathers LP 2                | The Monster             |
| 2013   | Cash Cash (ft. Биби Рекса)                         | Overtime (EP) and Blood, Sweat & 3 Years | Take Me Home            |
| 2014   | Tinashe                                            | Aquarius                                 | All Hands on Deck       |
| 2014   | Питбул (ft. Биби Рекса)                            | Globalization                            | This Is Not a Drill     |
| 2014   | Дејвид Гета (ft. Биби Рекса)                       | Listen                                   | Yesterday               |
| 2014   | Дејвид Гета (ft. Ники Минаж, Биби Рекса и Афроџек) | Listen                                   | Hey Mama                |
| 2014   | Bella Thorne                                       | Jersey                                   | Jersey                  |
| 2014   | Bella Thorne                                       | Jersey                                   | One More Night          |
| 2015   | Хавана Браун (ft. Биби Рекса и Savi)               | Н/Д                                      | Battle Cry              |
| 2015   | Reykon (ft. Биби Рекса)                            | Н/Д                                      | All the Way             |
| 2015   | G-Eazy (ft. Биби Рекса)                            | When It's Dark Out                       | Me, Myself & I          |
| 2016   | Iggy Azalea                                        | Digital Distortion                       | Team                    |
| 2016   | Iggy Azalea                                        | Digital Distortion                       | Three Day Weekend       |
| 2016   | Ник Џонас                                          | Last Year Was Complicated                | Under You               |
| 2016   | Мартин Гарикс (ft. Биби Рекса)                     | TBA                                      | In The Name of Love     |

## Награде и номинације
| Година | Догађај                  | Награда                   | Номинована песма | Резултат   |
| ------ | ------------------------ | ------------------------- | ---------------- | ---------- |
| 2015   | Teen Choice Awards       | Најбоља сарадња           | Hey Mama         | Номинација |
| 2015   | MTV Europe Music Awards  | Најбоља сарадња           | Hey Mama         | Номинација |
| 2016   | iHeartRadio Music Awards | Денс песма године         | Hey Mama         | Номинација |
| 2016   | Billboard Music Award    | Топ денс/електроник песма | Hey Mama         | Номинација |

### Видео спотови
| Спот                                    | Година | Режисер                           |
| --------------------------------------- | ------ | --------------------------------- |
| Take Me Home                            | 2013   | DJay Brawner                      |
| I Can't Stop Drinking About You         | 2014   | Mike MiHail                       |
| I'm Gonna Show You Crazy                | 2015   | Хана Лукс Дејвис                  |
| All The Way                             | 2015   | Мајк Хо                           |
| Me, Myself & I                          | 2015   | Taj Stansberry                    |
| No Broken Hearts                        | 2016   | Дејв Мејерс                       |
| In the Name of Love                     | 2016   | Емил Нава                         |
| I Got You                               | 2017   | Дејв Мејерс                       |
| F.F.F.                                  | 2017   | Емил Нава                         |
| Back to You                             | 2017   | Креиг Мур                         |
| The Way I Are (Dance with Somebody)     | 2017   | Director X                        |
| Meant to Be                             | 2017   | Софи Мулер                        |
| Home                                    | 2017   | Дејвид Ајер                       |
| Push Back                               | 2018   | Џејмс Ларис                       |
| Ferrari                                 | 2018   | Jamaica Craft                     |
| Say My Name                             | 2018   | Хана Лукс Дејвис                  |
| I'm a Mess                              | 2018   | Софи Мулер                        |
| Last Hurrah                             | 2019   | Џозеф Кан                         |
| Harder                                  | 2019   | Џозеф Кан                         |
| Not 20 Anymore                          | 2019   | Софи Мулер                        |
| Call You Mine                           | 2019   | Dano Cerny                        |
| You Can't Stop The Girl                 | 2019   | Dano Cerny                        |
| Baby, I'm Jealous                       | 2020   | Хана Лукс Дејвис                  |
| Sacrifice                               | 2021   | Кристијан Бреслауер               |
| Sabotage                                | 2021   | Кристијан Бреслауер               |
| Die For A Man                           | 2021   | Кристијан Бреслауер               |
| Chain My Heart                          | 2021   | Кристијан Бреслауер               |
| Family                                  | 2021   |                                   |
| I'm Good (Blue)                         | 2022   | Kc Locke                          |
| Heart Wants What It Wants               | 2023   | Мајкл Хаусман                     |
| Heart Wants What It Wants (The Prequel) | 2023   | Мајкл Хаусман                     |
| Satellite                               | 2023   | VENTURIA ANIMATION                |
| Seasons                                 | 2023   | Натали Симонс                     |
| Stars                                   | 2023   | Kuba Matyka & Kamila Staszczyszyn |
| If Only I                               | 2023   | Matt Shaffar                      |
| One In A Milion                         | 2023   |                                   |
| Chase It                                | 2024   | Ace Bowerman                      |
| My Oh My                                | 2024   | Charlie Di Placido                |
| I'm The Drama                           | 2024   |                                   |